# (145962) Lacchini
Pour les articles homonymes, voir Lacchini.
(145962) Lacchini est un astéroïde de la ceinture principale aréocroiseur.

## Description
(145962) Lacchini est un astéroïde aréocroiseur. Il présente une orbite caractérisée par un demi-grand axe de 2,25 UA, une excentricité de 0,33 et une inclinaison de 24,8 par rapport à l'écliptique.

## Compléments